# Arxiu d'Història de Castellar del Vallès
L'Arxiu d'Història de Castellar del Vallès(AHC), amb seu a la casa Ribas (carrer de la Mina, 9-11) del mateix municipi, es va fundar el 30 de juliol de l'any 1982. L'associació que l'administra té un caràcter estrictament cultural i la seva finalitat consisteix en la recollida, adquisició, catalogació, conservació i divulgació de tota classe de documents i objectes que, de manera directa o indirecta, tenen relació amb la vila de Castellar del Vallès.

## Història
L'Arxiu d'Història de Castellar del Vallès va néixer l'any 1982, quan l'entitat es va establir a la casa Ribas cedida per l'Ajuntament de Castellar del Vallès, tot i que l'associació, sense seu estable, ja treballava des de l'any 1979 amb documents de la vila. Tres anys abans, però, tres socis fundadors, Joan Pinyot i Pascual; Albert Antonell, qui fou alcalde de Castellar del Vallès entre el 1987 i el 1992, i Josep Llinares, van entrevistar-se amb l'alcalde Emili Altamira i Alsina i van acordar la cessió d'una seu provisional a la casa del número 23 del carrer Nou del mateix poble. Aquesta seu, però, va resultar ser insuficient per la quantitat de material que l'arxiu va rebre de donacions de ciutadans de la vila. L'any 1982, la compra de la casa Ribas per part del consistori va resultar en una cessió a l'associació, qui la va fer seu de l'Arxiu fins a l'actualitat. Un cop condicionada i apta per al seu ús, l'entitat es va presentar al públic durant la festa major de l'any 1983.

## Fons
El fons de l'Arxiu consten de material i documents donats espontàniament per castellarencs i castellarenques. Entre els documents què s'hi troben hi ah el fons Arús que recull totes les obres completes de Joan Arús i Colomer, poeta castellarenc.

## Serveis
L'Arxiu ofereix un horari obert al públic els dijous de 17 a 20 hores i els divendres de 10 a 13 h per fer qualsevol tipus de consulta al fons que posseeix. Les visites en grup, il·limitades durant l'any, s'han de concertar prèviament i, si és el cas pertinent, els menors han de proporcionar una autorització del pare/mare o tutor legal.
Altres serveis que ofereix l'Arxiu són: sala de consultes del fons seleccionat; sala Arús, amb tots els documents cedits per la família del poeta; servei de fotocòpies; biblioteca especialitzada; conferències; cursos i/o exposicions itinerants.
Els usuaris de l'Arxiu, entre ells els socis d'aquest, reben anualment tres exemplars de la revista Plaça Vella i un butlletí intern de l'entitat titulat Tolosa.

### Publicacions
- Plaça Vella: revista que s'edita des de 1981 de forma periòdica com a revista cultural del poble de Castellar del Vallès i que promou el coneixement del patrimoni històric de la vila.
- 1956: Antologia poètica. Joan Arús. Ariel, S.L.
- 1989: La cort del batlle de Castellar: cúria senyorial: segona meitat s. XV – primera meitat s. XVIII. Gemma Perich
- 1985: El reial cadastre de Castellar del Vallès: 1716. Joan Pinyot.
- 1992: L'Art castellarenc: arts plàstiques i visuals: del Neolític als temps presents. Esteve Prat.